# 大迫勇也
大迫勇也（1990年5月18日—），日本職業足球運動員，現效力於日職球會神戶勝利船，司職前鋒，日本國家足球隊成員。

## 俱乐部生涯
1990年5月18日，大迫勇也出生于日本鹿儿岛县加世田市。出身于鹿儿岛县这偏远之地的大迫勇也从小学时期就开始立志于成为足球运动员，小学参加少年足球团毕业之后去了与鹿儿岛城西高校有提携关系的初中就读，初中毕业后直升了鹿儿岛城西高校，大迫高二开始在球队打上主力成为球队的头号射手，但那一年对他来说并没有什么值得夸耀的荣誉，鹿儿岛城西败给神村学园让对手历史上首次进军全国大赛。大迫勇也本人也落选了当年在韩国举行的U-17世界杯的大名单。
2008年高中最后一年，大迫勇也迎来爆发，他不但在夏天的高校总体县大会决赛中打入鹿兒島實業高等學校（远藤保仁等球星的母校，3年前，83届全国选手权的冠军）5个进球，更在随后的王子联赛九州赛区8场打入10球。最后迎来最关键考验的大迫勇也在冬天的全国高校选手权县大会预选中不但创下5场狂进11球的纪录，更是用自己的一粒粒进球帮助球队破天荒首次完成一年县内三冠（新人战、高校总体、高校选手权）。这样出色的表现被善于挖掘出色高中球员的鹿岛鹿角看在眼里。
2008年，在第87回日本高中足球联赛大会中，大迫勇也作为鹿儿岛城西高中前锋在6场比赛中打进10球，打破了石黑智久和平山相太创下的高中联赛纪录。
2009年1月，高中毕业的大迫勇也收到了日职联赛6支球队的邀请，最终加盟了鹿岛鹿角，成为鹿岛鹿角自中田浩二和青木刚以来第三名高中毕业直接加盟的球员。
2009年3月15日，在日职联赛的第二轮鹿岛鹿角客场1-2负于新潟天鹅的比赛中，大迫勇也完成职业生涯首秀并助攻1次。3月18日，在亚冠联赛第二轮鹿岛鹿角对阵上海申花的比赛中，大迫勇也打进了自己职业生涯公开比赛中的第一球。在加盟球队的第一个賽季，大迫勇也在联赛中出场22次，打进3球，并跟随球队获得2009年赛季联赛冠军和日本超级杯冠军。
2010年赛季，大迫勇也帮助鹿岛鹿角获得日本超级杯冠军和天皇杯冠军。
2011年赛季，大迫勇也帮助鹿岛鹿角足球俱乐部获得日本联赛杯冠军，大迫勇也本人获得日本联赛杯最佳球员奖（MVP）。
虽然拥有较为顺利的第一年，但接下来的3年，大迫勇也随着鹿岛鹿角趋于平淡，大迫勇也虽然进球数稳步攀升，但鹿岛的成绩却越来越差，2012年这支曾经的3连霸王者已然跌出10名开外。
2013赛季，大迫勇也迎来大爆发，他和北京国安弃将达维的组合是联赛最锋利的双子星，他也终于找到高中时期进球如拾草芥的状态，虽然球队历经开赛客场7连败，但最终还是排名第五，开始复苏。19粒进球也让大迫首次入选日职联赛年度最佳阵容。经过2013年大爆发后，他也引起欧洲球探关注。
2014年1月14日，大迫勇也转会至德乙联赛球队慕尼黑1860，身穿9号球衣，双方签订了一份为期3年半的合同。在15场德乙联赛中出场15次打进6球贡献3次助攻。
2014年6月6日，大迫勇也转会至德甲联赛球队科隆足球俱乐部，双方签订了一份为期3年的合同。2014-2015年賽季，施托格把这位日本前锋带到了莱茵河畔。在科隆的头两个赛季，大迫勇也在前锋和前腰的位置摇摆不定，表现平平的他在那两个赛季为球队出场57次却只交出了4个进球5次助攻的数据。然而在2016-2017年賽季，兢兢业业的大迫勇也没有被施托格放弃，而是获得了更多的出场时间，这名日本前锋也没有辜负主教练的信任，整个赛季出场32次，其中首发28次，为球队贡献了9个进球10次助攻的出色数据，也成为了德甲铜靴莫德斯特之后的球队第二射手，而科隆也打出了重回德甲以来的最好成绩，以第5名的排名收官，成功获得了一张欧联的门票。
2016年10月21日，科隆官方宣布与大迫勇也续约至2020年。
2017年2月1日，德甲官方网站评选出了德甲联赛第18轮的最佳球员，大迫勇也以64%的球迷支持率高票当选。
2017年5月20日，在德甲第34轮的比赛中，大迫勇也一传一射，帮助科隆主场2-0战胜美因茨。
2018年5月17日，德甲球队云达不莱梅通过其官方网站宣布，原效力于科隆的日本前锋大迫勇也正式加盟球队。
2021年8月，神户胜利船官方宣布，日本国脚大迫勇也从云达不莱梅转会加盟球队。 

## 國家隊生涯
2009年，大迫勇也入选日本U20足球代表队，并且协助球队打入2009年东亚运动会足球比赛决赛，不过他在77分钟被换出。最后日本互射12码不敌香港，只获得银牌。
2013年7月21日，在2013年东亚杯第1轮日本对阵中国的比赛中，大迫勇也首次代表日本国家足球队出场。7月25日，在东亚杯第2轮日本对阵澳洲的比赛中，大迫勇也打进2球帮助日本3-2战胜澳洲。
2013年11月16日，日本于比利时友赛荷兰，落后两球下逼和2：2。大迫勇也交出入球和助攻各一。
2018年6月19日，日本国家足球队于俄罗斯世界杯H组首轮日本对哥伦比亚，替补出场的本田圭佑角球助攻大迫勇也头球破门。为日本锁定2:1胜局。
2019年亚洲杯F组首轮，日本3-2战胜土库曼。第56分钟和59分钟大迫勇也梅开二度。
2021年3月30日，大迫勇也在2022年世界杯外围赛对阵蒙古的比赛中完成帽子戏法，帮助日本队以14-0获得胜利。
2022年11月1日，日本公布2022年国际足联世界杯26人大名单，大迫勇也未入选。

## 個人生活
2014年3月，大迫勇也秘密完婚，他的妻子是日本模特三輪麻未。兩人的大女兒於同年10月出生，而次女於2019年4月出生在德國。

## 奬項

### 國家隊
日本
- 東亞足球錦標賽冠軍：2013年
- 亞足協亞洲盃亞軍：2019年

### 個人
- 日本足球先生：2018年
- 亞足協亞洲盃最佳陣容：2019年

## 外部連結
- 大迫勇也 – FIFA國際賽競賽紀錄 (存檔)
- 日本職業足球聯賽中的大迫勇也 （日語）
- Soccerway資料庫：大迫勇也
- Yuya Osako （页面存档备份，存于） – Yahoo! Japan sports （日語）
- Sponichi （页面存档备份，存于） （日語）